# Saskia Noort
Saskia Noort (Bergen, 13 de abril de 1967,  es una escritora especializada en novela policíaca y periodista neerlandesa.
Ha escrito artículos para las ediciones holandesas de Marie Claire y Playboy así como ha publicado tres novelas, The Dinner Club que está editada en inglés del año 2007 por Bitter Lemon Press y fue traducido por Paul Vincent.
Su tercer libro, Nieuwe buren, estuvo lanzado en mayo del 2006 en los Países Bajos y fue un gran éxito de ventas. Los derechos han sido vendidos a Inglaterra. Ha habido un cuarto libro Fever del año 2011.

## Obras
- Fever 2011
- Nieuwe buren 2006
- The Dinner Club 2004
- Back to the Coast 2003